# La Contemplation du mystère
Pour plus de détails, voir Fiche technique et Distribution.
La Contemplation du mystère est un film québécois réalisé par Albéric Aurtenèche sorti en 2021 et mettant en vedette Emmanuel Schwartz, Sarah-Jeanne Labrosse, Gilles Renaud, Adrien Bletton et François Papineau.

## Synopsis
Éloi part de Montréal pour retourner vivre sur les terres héritées de son père mort dans un mystérieux accident de chasse. À titre posthume pour son père décédé, la commanderie de St-Ignace de l'Ordre des chevaliers de Saint-Hubert l'accueille dans ses rangs à titre de chevalier. Mais, Éloi découvre que cette confrérie de chasseurs cache beaucoup de secrets. On lui parle de « L'indien » sans en dire plus. Grâce à Diane, la fille du commandeur, il découvre que cet homme n'est pas un « indien » mais un bon pisteur qui vient chasser à chaque année et que son père l'accueillait chez lui. Toute l'histoire tourne autour du Monarque, un grand cerf mythique qui fait l'envie des chasseurs.

## Fiche technique
Source : IMDb et Films du Québec
- Titre original : La Contemplation du mystère
- Réalisation : Albéric Aurtenèche
- Scénario : Albéric Aurtenèche
- Musique : Roger Tellier-Craig
- Direction artistique : Éric Barbeau
- Costumes : Caroline Bodson
- Maquillage : Léonie Lévesque
- Coiffure : Janick Sabourin-Poirier
- Photographie : Ian Lagarde (en)
- Son : Marcel Chouinard, Patrice LeBlanc, Olivier Germain
- Montage : Elisabeth Olga Tremblay
- Effets spéciaux : Marc Hall
- Production : Sylvain Corbeil
- Société de production : Metafilms
- Sociétés de distribution : Distribution FunFilm
- Budget : 1,5 à 2,5 millions $ CA
- Pays de production :  Canada
- Langue originale : français
- Tourné à Dunham, Sutton, Cowansville, Orford, Mont-Saint-Hilaire, Saint-Bruno-de-Montarville et Montréal au Canada et à La Celle-les-Bordes en France
- Format : couleur
- Genre : suspense
- Durée : 101 minutes
- Dates de sortie :
  - Canada : 14 octobre 2021 (première en primeur du Festival du nouveau cinéma de Montréal au cinéma Impérial)[2]
  - Canada : 22 octobre 2021 (sortie en salle au Québec)

## Distribution
- Emmanuel Schwartz : Éloi Cournoyer
- Sarah-Jeanne Labrosse : Diane
- Gilles Renaud : Yvon, commandeur de l'ordre
- Reda Guérinik : Abdelrahim Boussaïd dit « L'indien »
- Adrien Bletton : Théophile « Théo » St-Pierre
- François Papineau : Donald
- Martin Dubreuil : André
- Louis-Georges Girard : le curé
- Daniel Barré : maître-chien
- Maxime Mailloux : douanier

## Distinctions

### Récompenses
- Festival du film canadien de Dieppe 2022 : Prix du jury jeune

### Nominations
- Festival du nouveau cinéma de Montréal 2021 : Grand Prix Focus du meilleur long-métrage : Albéric Aurtenèche
- Prix Iris 2022 au 24e gala Québec Cinéma
  - meilleure direction artistique : Éric Barbeau
  - meilleure musique originale : Roger Tellier-Craig